# Kat (növény)
A kat vagy katcserje (Catha edulis) a kecskerágófélék családjába tartozó, Afrika magashegységeiben élő örökzöld cserje vagy fa.
Katinon nevű alkaloidot tartalmaz, ami egy amfetaminszerű stimuláns. Izgalmat, étvágytalanságot és eufóriát vált ki fogyasztójában. 1980-ban az Egészségügyi Világszervezet (WHO) kábítószernek minősítette, melynek fogyasztása enyhe vagy közepesen súlyos pszichés függőség kialakulásához vezethet. Az utóbbi évek során a kábítószer-ellenes szervezetek (mint például az USA-ban működő DEA) látókörébe is bekerült. Több országban jogszabályba foglalták, és fogyasztása, termesztése és kereskedelme is illegálisnak minősül. Számos országban viszont szabadon fogyasztható, és kereskedelme, valamint termesztése is legális. Bizonyos országokban a tömegfogyasztási cikkekhez hasonlóan nagykereskedelmi ára hatóságilag szabályozva van. Vannak termőterületek, ahol termesztése a kávéültetvényeket szorította ki a művelésből.

## Elterjedése
Őshazája a trópusi-keleti Afrika és az Arab-félsziget.

## Leírása
Lassan növő cserje, de fává is megnőhet. Magassága 1,5 métertől 20 méterig terjed attól függően, hogy mely régióban termesztik, illetve mennyire csapadékos az időjárás. Örökzöld levelei 5–10 cm hosszúak és 1–4 cm szélesek. Apró virágai a virágzat 4–8 cm hosszú tengelyén nyílnak, és öt fehér szirom található bennük. Termése hosszúkás, három kopáccsal nyíló toktermés, melyben 1-3 mag van.

## Hatóanyagok
Katin és katinon protoalkaloidok.

## Felhasználása
Szomáliában, Etiópiában, Dzsibutiban és Jemenben a legfontosabb élénkítő szer. Európában és Észak-Amerikában többnyire a bevándorlók fogyasztják. A hatóanyagok gyorsan elbomlanak, a zöld levelekben legfeljebb 2 napig maradnak meg; fogyasztási területein naponta szüretelik és a friss leveles hajtásokat árulják a városokban. Fogyasztói hosszan rágják és forgatják szájukban a leveleket. Különösen Jemenben fontos része a társasági életnek.

## Fordítás
Ez a szócikk részben vagy egészben a Khat című angol Wikipédia-szócikk fordításán alapul.  Az eredeti cikk szerkesztőit annak laptörténete sorolja fel. Ez a jelzés csupán a megfogalmazás eredetét és a szerzői jogokat jelzi, nem szolgál a cikkben szereplő információk forrásmegjelöléseként.